# Hello Counselor
Hello Counselor (en hangul, 안녕하세요; romanización revisada, Annyeonghaseyo) es un espectáculo de variedades de Corea del Sur estrenado el 22 de noviembre de 2010 a través de KBS2.

## Concepto
Tratar de temas tan serios como la depresión, el abuso infantil, la violencia entre parejas o familiares, la pedofilia, etc.  

### Reglas
Normalizar los casos que son presentados en el programa, sin en verdad importarles los tipos de abuso que se están cometiendo.

## Miembros

### Presentadores actuales
| Artista       | Puesto       | Duración        |
| ------------- | ------------ | --------------- |
| Shin Dong-yup | Presentador  | 2010 - presente |
| Lee Young-ja  | Presentadora | 2010 - presente |
| Jung Chan-woo | Presentador  | 2010 - presente |
| Kim Tae-gyun  | Presentador  | 2010 - presente |

### Antiguos presentadores
El 29 de agosto del 2016 el actor Choi Tae-joon se unió al programa como uno de los presentadores principales, siendo su última aparición como parte del elenco principal el 4 de septiembre del 2017 durante el episodio n.º 341.
| Artista       | Puesto      | Episodios donde apareció | Duración    |
| ------------- | ----------- | ------------------------ | ----------- |
| Choi Tae-joon | Presentador | 288 - 339, 341           | 2016 - 2017 |

### Artistas invitados
El programa ha tenido a varios artistas del espectáculo (entre actores, cantantes, presentadores, comediantes, músicos, deportistas y modelos) como invitados en varios episodios. (Para ver la lista completa de invitados ir a Miembros de Hello Counselor.)
| Nombre         | Ocupación                            | No. de Episodios | Episodios donde apareció | Duración               |
| -------------- | ------------------------------------ | ---------------- | ------------------------ | ---------------------- |
| Donghae        | Cantante / Miembro de Super Junior   | 1                | 41, 349                  | 2011, 2018             |
| Eunhyuk        | Cantante / Miembro de Super Junior   | 5                | 41, 85, 100, 131, 349    | 2011, 2012, 2013, 2018 |
| Sehun          | Cantante / Miembro de EXO            | 1                | 347                      | 2017                   |
| Jung Yong-hwa  | Cantautor / Miembro de CNBLUE        | 4                | 69, 210, 270, 334        | 2012, 2015, 2016, 2017 |
| Kang Tae-oh    | Actor / Miembro de 5urprise          | 2                | 299, 344                 | 2016, 2017             |
| Doojoon        | Cantante / Miembro de Highlight      | 4                | 88, 138, 195, 342        | 2012, 2013, 2017       |
| Lee Ki-kwang   | Cantante / Miembro de Highlight      | 5                | 88, 138, 176, 195, 342   | 2012, 2013, 2014, 2017 |
| Jimin          | Cantante / Miembro de BTS            | 1                | 316                      | 2017                   |
| Jin            | Cantante / Miembro de BTS            | 1                | 316                      | 2017                   |
| Byungchan      | Cantante / Miembro de Victon         | 1                | 305                      | 2016                   |
| Choi Tae-joon  | Actor                                | 2                | 286 - 287                | 2016                   |
| Gong Myung     | Actor / Miembro de 5urprise          | 1                | 284                      | 2016                   |
| Bora           | Cantante / Miembro de Sistar         | 3                | 54, 230, 283             | 2011, 2015, 2016       |
| Jeong Jin-woon | Cantante / Miembro de 2AM            | 3                | 68, 114, 275             | 2012, 2013, 2016       |
| Heechul        | Cantante / Miembro de Super Junior   | 2                | 190, 268                 | 2014, 2016             |
| Kyuhyun        | Cantante / Miembro de Super Junior   | 3                | 41, 85, 247              | 2011, 2012, 2015       |
| Eun Ji-won     | Cantante / Miembro de SECHSKIES      | 3                | 4, 200, 229              | 2010, 2014, 2015       |
| Taemin         | Cantante / Miembro de SHINee         | 4                | 72, 113, 186, 225        | 2012, 2013, 2014, 2015 |
| RM             | Rapero / Miembro de BTS              | 1                | 223                      | 2015                   |
| V              | Cantante / Miembro de BTS            | 1                | 223                      | 2015                   |
| Chanyeol       | Cantante / Miembro de EXO            | 2                | 131, 220                 | 2013, 2015             |
| Lee Sang-yeob  | Actor                                | 1                | 212                      | 2015                   |
| Kim Jae-young  | Modelo / Actor                       | 1                | 209                      | 2015                   |
| Ok Taecyeon    | Cantante / Miembro de 2PM            | 3                | 30, 125, 191             | 2011, 2013, 2014       |
| Hyungsik       | Cantante / Miembro de ZE:A           | 3                | 91, 120, 174             | 2012, 2013, 2014       |
| Choi Minho     | Cantante / Miembro de SHINee         | 4                | 50, 72, 113, 147         | 2011, 2012, 2013       |
| Kai            | Cantante / Miembro de EXO            | 1                | 145                      | 2013                   |
| Feeldog        | Cantante / Miembro de Big Star       | 2                | 124, 142                 | 2013                   |
| Henry Lau      | Cantante / Miembro de Super Junior-M | 1                | 131                      | 2013                   |
| Lee Junho      | Cantante / Miembro de 2PM            | 2                | 30, 125                  | 2011, 2013             |
| Hwang Chansung | Cantante / Miembro de 2PM            | 2                | 30, 125                  | 2011, 2013             |
| Nichkhun       | Cantante / Miembro de 2PM            | 1                | 125                      | 2013                   |
| Kim Woo-bin    | Actor                                | 1                | 116                      | 2013                   |
| Park Bo-young  | Actriz                               | 1                | 96                       | 2012                   |
| Leeteuk        | Cantante / Miembro de Super Junior   | 1                | 85                       | 2012                   |

## Episodios
El programa es emitido todos los lunes a las 23:10 (KST) a través de "KBS World".

## Premios y nominaciones
| Año  | Categoría                                  | Premio                   | Nominado (a)                 | Resultado |
| ---- | ------------------------------------------ | ------------------------ | ---------------------------- | --------- |
| 2016 | Rookie Award in Talk Show                  | KBS Entertainment Award  | Choi Tae-joon                | Ganó      |
| 2016 | Top Excellence Award in Talk Show          | KBS Entertainment Award  | Lee Young-ja                 | Nominada  |
| 2016 | Grand Prize (Daesang)                      | KBS Entertainment Award  | Shin Dong-yup                | Nominado  |
| 2016 | Viewers’ Choice Program of the Year        | KBS Entertainment Award  | Hello Counselor              | Nominado  |
| 2015 | Top Excellence Award for Variety Show      | KBS Entertainment Award  | Lee Young-ja                 | Nominado  |
| 2015 | Viewers’ Choice Program of the Year        | KBS Entertainment Award  | Hello Counselor              | Nominado  |
| 2015 | Best Variety Performer – Female            | 51st Baeksang Arts Award | Lee Young-ja                 | Nominada  |
| 2014 | Best Variety Performer – Female            | 50th Baeksang Arts Award | Lee Young-ja                 | Nominada  |
| 2013 | Best Variety Performer – Female            | 49th Baeksang Arts Award | Lee Young-ja                 | Nominada  |
| 2013 | Best Variety Performer – Male              | KBS Entertainment Award  | Jung Chan-woo y Kim Tae-gyun | Nominados |
| 2013 | Excellence Award for Variety Show (Male)   | KBS Entertainment Award  | Jung Chan-woo y Kim Tae-gyun | Ganaron   |
| 2012 | Excellence Award for Variety Show (Male)   | KBS Entertainment Award  | Jung Chan-woo y Kim Tae-gyun | Ganaron   |
| 2012 | Excellence Award for Variety Show (Female) | KBS Entertainment Award  | Lee Young-ja                 | Ganó      |
| 2012 | Grand Prize Award (Daesang)                | KBS Entertainment Award  | Shin Dong-yup                | Ganó      |
| 2011 | Best Teamwork Award                        | KBS Entertainment Award  | Hello Counselor              | Ganó      |

## Producción
En el 2014 la KBS tomó la decisión de no presentar nuevos episodios del programa junto a otros programas como Cool Kiz on the Block (Our Neighborhood Arts and Education), Immortal Song 2, 1 Night 2 Days, Superman is Back, Gag Concert, entre otros; debido a la tragedia ocurrida en Sewol.
El 13 de noviembre del 2017 se anunció que el programa no saldría al aire como se tenía previsto ya que desde septiembre del mismo año varios trabajadores de la compañía KBS habían entrado en huelga, por lo que el programa entró en hiatus indefinidamente. El programa regresó a sus transmisiones normales el 15 de enero del 2018.